# Lester Francel
Lester Francel Herrera (* 14. April 1950 in Armero; † 14. März 2021 in Medellín) war ein kolumbianischer Gewichtheber.

## Biografie
Lester Francel, der im Alter von 12 Jahren mit dem Gewichtheben begann, gewann bei den Panamerikanischen Spiele 1971 im Fliegengewicht Silber im Stoßen und Bronze im Reißen. die Bronzemedaille im Zweikampf und im Reißen. Im Stoßen gewann er Silber. Bei den Olympischen Sommerspielen 1972 in München belegte er im Fliegengewicht unter 17 Athleten den 10. Platz. Zwei Jahre später gewann er bei den Zentralamerika- und Karibikspielen in Santo Domingo in der gleichen Gewichtsklasse Silber im Stoßen und im Zweikampf.
Zudem wurde Francel Vierter bei den Weltmeisterschaften 1971 in Lima. 1973 folgte seine zweite Weltmeisterschaft und der Gewinn des Kolumbianischen Meistertitels.
Francel studierte an der Universidad del Tolima, wo er 1974 sein Agrarwissenschaftsstudium abschloss.